# Micromyzella sleonensis
Micromyzella sleonensis är en insektsart. Micromyzella sleonensis ingår i släktet Micromyzella och familjen långrörsbladlöss. Inga underarter finns listade i Catalogue of Life.